# فيونا إردمان
فيونا إردمان (من مواليد 9 سبتمبر 1988) متسابقة تلفزيونية وعارضة أزياء ألمانية. شاركت في برنامج تلفزيوني ألمانيا نيكست توب موديل في عام 2007

## الروابط الخارجية
- فيونا إردمان على موقع IMDb (الإنجليزية)
- فيونا إردمان على موقع ألو سيني (الفرنسية)
- فيونا إردمان على موقع ميوزك برينز (الإنجليزية)
- فيونا إردمان على موقع كينوبويسك (الروسية)
- فيونا إردمان على موقع دليل عارضات الأزياء (الإنجليزية)